# 한국투자연구소
한국투자연구소(韓國投資硏究所, 영어: Korea Investment Research Institute)는 2017년 설립된 대한민국의 주식 투자정보 발굴·연구·발행 기업이며, 본사는 서울특별시 강남구 역삼동에 있다.

## 역사
2017년 회사 설립.
2018년 한국투자연구소 웹사이트 퍼블리싱.
2019년 주식정보 채널 텔레그램 급등일보 창간.
2020년 6월 텔레그램 급등일보 구독자 1만명 달성.
2021년 12월 텔레그램 급등일보 구독자 5만명 달성.
2022년 6월 유튜브 요즘주식TV 구독자 3만명 달성.

## 사업의 내용
주식정보의 연구·발행과 교육 콘텐츠 제작 등의 사업을 영위 중이며, 오프라인보다는 온라인 비중이 많은 편이다.
주식 뉴스와 관련주 정보를 전달해주는 속보 채널인 급등일보 텔레그램의 경우, 국내 주식/투자 분야 텔레그램 채널 중 구독자 수 기준 1위다.

## 관련 기사
“동학개미 잡아라” 증권사 텔레그램 채널 1만명 시대 우뚝 - 아주경제

## 같이 보기
- 주식 투자
- 주식정보
- 뉴스
- 테마주
- 정치테마주
- 주식
- 투자